# Марион (Арканзас)
Марион (англ. Marion, Arkansas) — город, расположенный в округе Криттенден (штат Арканзас, США) с населением в 8901 человек по статистическим данным переписи 2000 года. Является административным центром округа Криттенден.
По численности населения Марион занимает второе место в округе после города Уэст-Мемфис.
В пригороде Мариона расположен крупный железнодорожный контейнерный терминал, который используют транспортные компании Union Pacific Railroad и BNSF Railway.

## География
По данным Бюро переписи населения США город Марион имеет общую площадь в 34,71 квадратных километров, водных ресурсов в черте населённого пункта не имеется.
Марион расположен на высоте 69 метров над уровнем моря.

## Демография

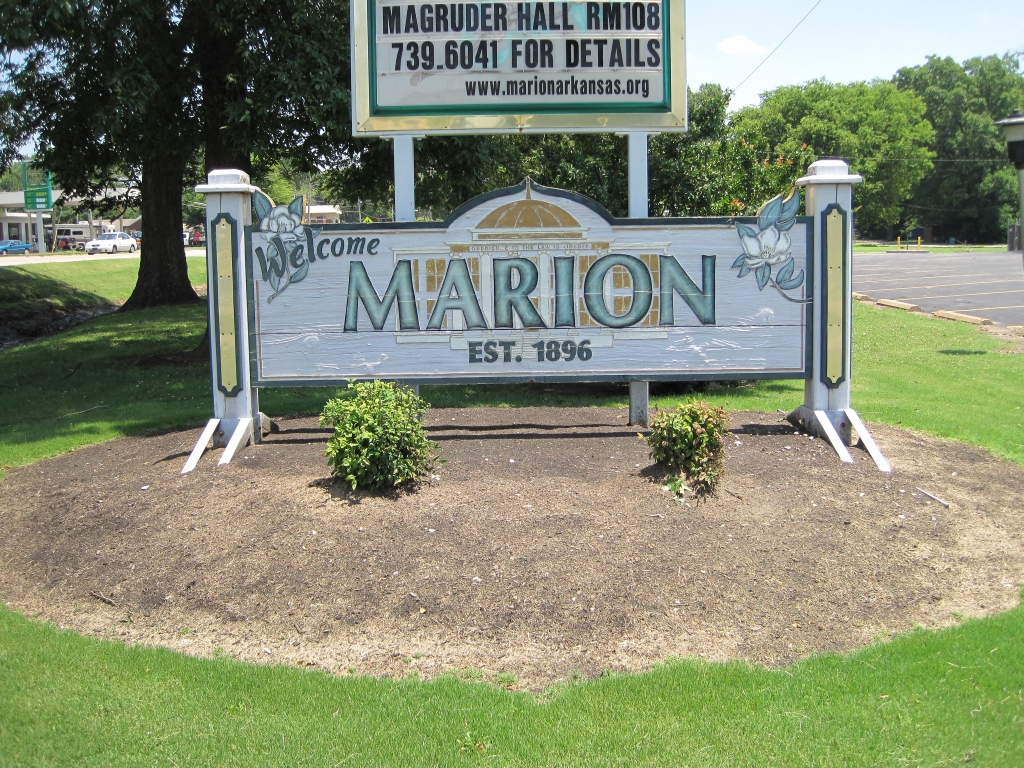
На въезде в город

По данным переписи населения 2000 года в Марионе проживал 8901 человек, 2508 семей, насчитывалось 3254 домашних хозяйств и 3365 жилых домов. Средняя плотность населения составляла около 255,8 человек на один квадратный километр. Расовый состав Мариона по данным переписи распределился следующим образом: 83,96 % белых, 14,13 % — чёрных или афроамериканцев, 0,26 % — коренных американцев, 0,60 % — азиатов, 0,56 % — представителей смешанных рас, 0,49 % — других народностей. Испаноговорящие составили 1,44 % от всех жителей города.
Из 3254 домашних хозяйств в 45,1 % — воспитывали детей в возрасте до 18 лет, 60,3 % представляли собой совместно проживающие супружеские пары, в 13,0 % семей женщины проживали без мужей, 22,9 % не имели семей. 19,3 % от общего числа семей на момент переписи жили самостоятельно, при этом 3,1 % составили одинокие пожилые люди в возрасте 65 лет и старше. Средний размер домашнего хозяйства составил 2,70 человек, а средний размер семьи — 3,11 человек.
Население города по возрастному диапазону по данным переписи 2000 года распределилось следующим образом: 30,1 % — жители младше 18 лет, 9,1 % — между 18 и 24 годами, 36,4 % — от 25 до 44 лет, 19,3 % — от 45 до 64 лет и 5,2 % — в возрасте 65 лет и старше. Средний возраст жителей составил 31 год. На каждые 100 женщин в Марионе приходилось 96,0 мужчин, при этом на каждые сто женщин 18 лет и старше приходилось 91,4 мужчин также старше 18 лет.
Средний доход на одно домашнее хозяйство в городе составил 44 084 доллара США, а средний доход на одну семью — 50 853 доллара. При этом мужчины имели средний доход в 38 187 долларов США в год против 26 947 долларов среднегодового дохода у женщин. Доход на душу населения в городе составил 19 074 доллара в год. 6,3 % от всего числа семей в округе и 8,1 % от всей численности населения находилось на момент переписи населения за чертой бедности, при этом 8,1 % из них были моложе 18 лет и 2,7 % — в возрасте 65 лет и старше.